# Playa de Santa Marina
La Playa de Santa Marina es una playa de la parroquia de Ribadesella del concejo de homónimo, Asturias. Se enmarca en las playas de la Costa Verde Asturiana y está considerada paisaje protegido, desde el punto de vista medioambiental. Por este motivo están integradas, según información del Ministerios de Agricultura, Alimentación y Medio Ambiente, en el Paisaje Protegido de la Costa Oriental de Asturias.

## Descripción
La playa de Santa Marina es una de las más extensas de Asturias, presentando un gran arenal que se adentra en la ría de Ribadesella que se abre junto al monte Cordero y a la cual vierte sus aguas el río Sella. Presenta un pedregal (que puede recorrerse durante la marea baja, llegando hasta Tereñes) en la zona occidental, situado bajo el monte Somos.
Sus accesos peatonales a la arena son cómodos y fáciles consistentes en escaleras y rampas. Al ser una playa dentro de un casco urbano, dispone de prácticamente todo tipo de servicios: aseos, duchas, papeleras, servicio de limpieza, oficina de turismo, teléfonos, establecimientos de bebidas y comidas; así como advertencia de peligro mediante megafonía y servicios de socorrismo, aunque sólo en la época estival.
Además su interés aumenta por contar en el extremo oeste, restos de huellas de dinosaurio (icnitas) y detrás del paseo pueden contemplarse diversas villas modernistas e indianas.

## Historia
Al principio la playa se encontraba separada del núcleo poblacional. Es por ello por lo que el estudio del urbanismo de la misma está relacionado con el desarrollo de Ribadesella como población. Los primeros “veraneantes” han dejado sus propias huellas en las construcciones que se pueden ver a pie de playa. Se trataba de miembros de la aristocracia y de la alta burguesía tanto de la región como de otras zonas, incluso de la capital del país, Madrid. Su llegada masiva se debía a la presencia en la zona de un balneario en el que se ofrecían tanto baños de mar, como de yodo y algas. Este balneario surgió a iniciativa de los marqueses de Argüelles en 1910.
Comienza a surgir a partir de este momento los primeros chalets que se construyen alineados frente al mar como el de la propia Marquesa de Argüelles, que es ahora el Gran Hotel; el chalet de Antero Prieto o la llamada Villa San Pedro, todo ellos de esta época.
De esta manera, antes del estallido de la guerra del 36, la playa de Santa Marina se ha convertido en lo que podría calificarse como una ciudad jardín que contaba con alrededor de treinta construcciones, todas ellas suntuosas, presentando torres, miradores acristalados, terrazas… A la llegada de los años sesenta, comienza a sentirse los efectos del desarrollismo. En los años ochenta y noventa del siglo XX se comienza la construcción de adosado, con carácter de segunda residencia.
Puede destacarse también que esta playa forma parte del Camino de Santiago, dirigiéndose hacia San Pedro, Abeu y Leces, donde cuentan con albergue de peregrinos.
Cada año, en Semana Santa este arenal acoge carreras de caballos que congregan a miles de personas como público. Esta prueba deportiva lleva celebrándose desde 1989 cuando los aficionados locales a la hípica decidieron rememorar viejas leyendas de contrabandistas que allá por el siglo XVIII, por la noche, montaban caballos negros en la playa para eludir los controles portuarios. La competición se realiza sobre la arena humeda que queda liberada en bajamar. En 2018, el gobierno del Principado de Asturias declaró esta actividad Fiesta de Interés Turístico Regional. 